# (35166) 1993 QD8
1993 QD8 (asteroide 35166) é um asteroide da cintura principal. Possui uma excentricidade de 0.07990960 e uma inclinação de 5.14799º.
Este asteroide foi descoberto no dia 20 de agosto de 1993 por Eric Walter Elst em La Silla.